# Ptychochrominae
Ptychochrominae là một phân họ cá Cichlidae. Chúng sống trong các hồ và sông ở Madagascar, và phần lớn chúng bị đe dọa tuyệt chủng. Hầu hết các chi cichlid bản địa của Madagascar đều nằm trong phân họ này; trừ Paretroplus (phân họ Etroplinae) và Paratilapia (đôi khi nằm trong Ptychochrominae, nhưng có thể nó là một phân họ riêng).

## Chi
- Katria
- Oxylapia
- Ptychochromis
- Ptychochromoides